# Pedro Ponce de León (conquistador)
Pedro Ponce de León (probablemente en León, Corona de Castilla, c. 1500 - Barquisimeto, 17 de mayo de 1569) fue un funcionario castellano y gobernador de la Provincia de Venezuela desde mediados de 1566 hasta su muerte a mediados de 1569. Durante su gobierno se adelantó la guerra contra la confederación Caribe y se realizó la fundación de Caracas, ciudad que al poco tiempo se convertiría en la capital de la gobernación.

## Reseña biográfica
Provenía de una casta perteneciente a la casa de Arcos, casa noble oriunda de León. Por lo que es probable que haya nacido en ese lugar. El historiador colonial Oviedo y Baños menciona que había tenido experiencia previa ocupando puestos administrativos en la península; particularmente, fue alcalde de Conil y de las Almadranas. 

### Gobierno de la Provincia de Venezuela
En el año 1564 sería seleccionado por la Corona para que estuviese al frente de la conquista del valle de Caracas, empresa que se había vuelto muy prolongada y difícil debido a la continúa y decisiva hostilidad de los aborígenes. Pero no arribaría a Venezuela sino hasta mayo de 1566. Para ejecutar la labor que se le había confiado ratificaría inmediatamente en su posición al conquistador Diego de Losada, quien había sido nombrado como General a cargo por el anterior gobernador Bernáldez de Quirós. 
Muere en Barquisimeto de una disentería el 17 de mayo de 1569. Sería sucedido por un gobernador interino nombrado por la Real Audiencia de Santo Domingo, Francisco Hernández de Chávez.